# 秋山書店
有限会社 秋山書店（あきやましょてん）は、東京都武蔵野市に本社のある日本の出版社。

## 出版物
言語学・文学、教育・歴史、中国関連の思想・哲学、書道・篆刻・文房四宝などの出版物を中心に、その他実用書を出版している。